# Polier (Adelsgeschlecht)

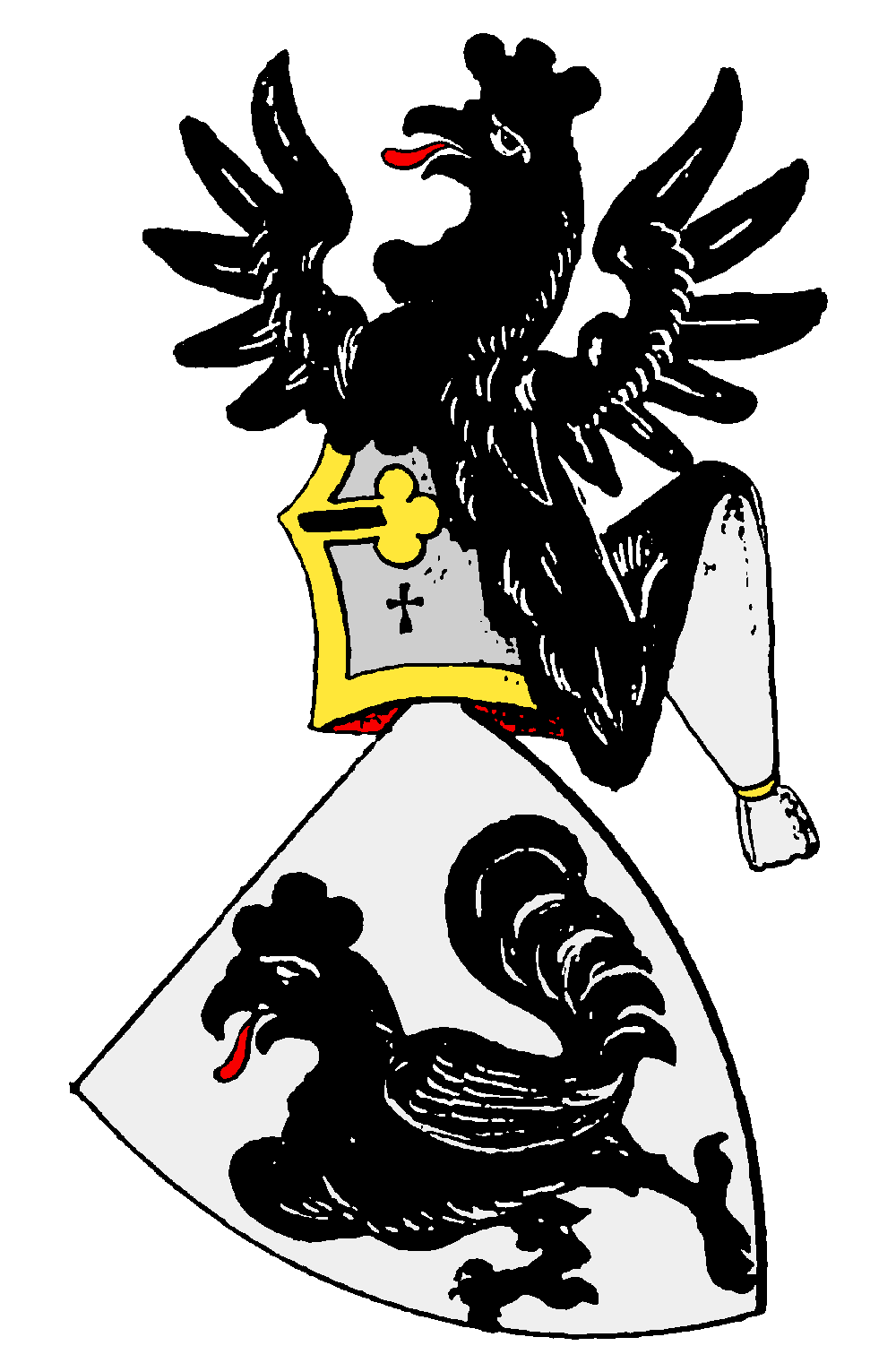
Stammwappen derer von Polier

Polier ist der Name eines ursprünglich französischen Adelsgeschlechts, das über die Schweiz nach Deutschland und Österreich gelangte und 1828 in den österreichischen Grafenstand erhoben wurde.

## Geschichte
Das Adelsgeschlecht sieht sich als Nachfahren der Herren von Polier aus Villefranche-de-Rouergue in der Landschaft Rouergue (Grafschaft Toulouse), wie aus einem 1647 aufgefundenem Stammbaum hervorgeht. Der darin enthaltene Stammvater ist Claude de Polier, dem zu Ehren und in Rücksicht auf dessen Wappen König Philipp II. den „Ordre du Coq“ gestiftet haben soll, weil Claude in einer Schlacht am 27. Juli 1214 in Anjou den damaligen Kronprinzen und späteren König Ludwig VIII. von den ihn bedrängenden englischen Truppen befreite. Der Orden war geschmückt mit dem Hahn und hatte den Wahlspruch Et Phoebi et Martis, der von der Familie bis zur Erhebung in den Grafenstand 1828 geführt wurde. Pierre de Polier war erster Consul von Villefranche (um 1350). Jean de Polier war von 1440 bis 1456 Consul von Villefranche.
Die französische Linie erlosch 1637 mit François de Polier, zweiter Consul von Villefranche. Ein Teil der Familie lebte jedoch seit der Mitte des 16. Jahrhunderts in der Schweiz und pflanzte sich hier fort. Jean de Polier erscheint 1553 in Genf, vermutlich als Teil einer französischen Gesandtschaft. 1554 heiratet er hier und nimmt den reformierten Glauben an Nach einer Zeit als Geheimer Rat von Ottheinrich in der Pfalz ab 1557 kehrte er zunächst als Königlicher Rat nach Frankreich zurück, floh dann aber während der Hugenottenkriege 1574 nach Lausanne. Hier fand die Familie eine neue Heimat. Jean-Pierre Polier de Bottens (* 1630; † 1677) war Oberstleutnant der Waadtländer Milizen sowie von 1655 bis 1673 Bürgermeister von Lausanne. Verschiedene Linien waren nach ihren Besitzungen benannt: Polier de Bottens, Polier de Bretigny (um 1720 erloschen) und Polier de Vernand/Vernaud. Im 18. Jahrhundert zeichnete sich die Familie sowohl auf militärischem wie auf dem intellektuellen Gebiet aus.
Mit Jean Jacques de Polier-Bottens (1670–1747), bis 1696 erster Kammerherr der Königin Sophie Charlotte von Preußen, kam die Familie nach Preußen.

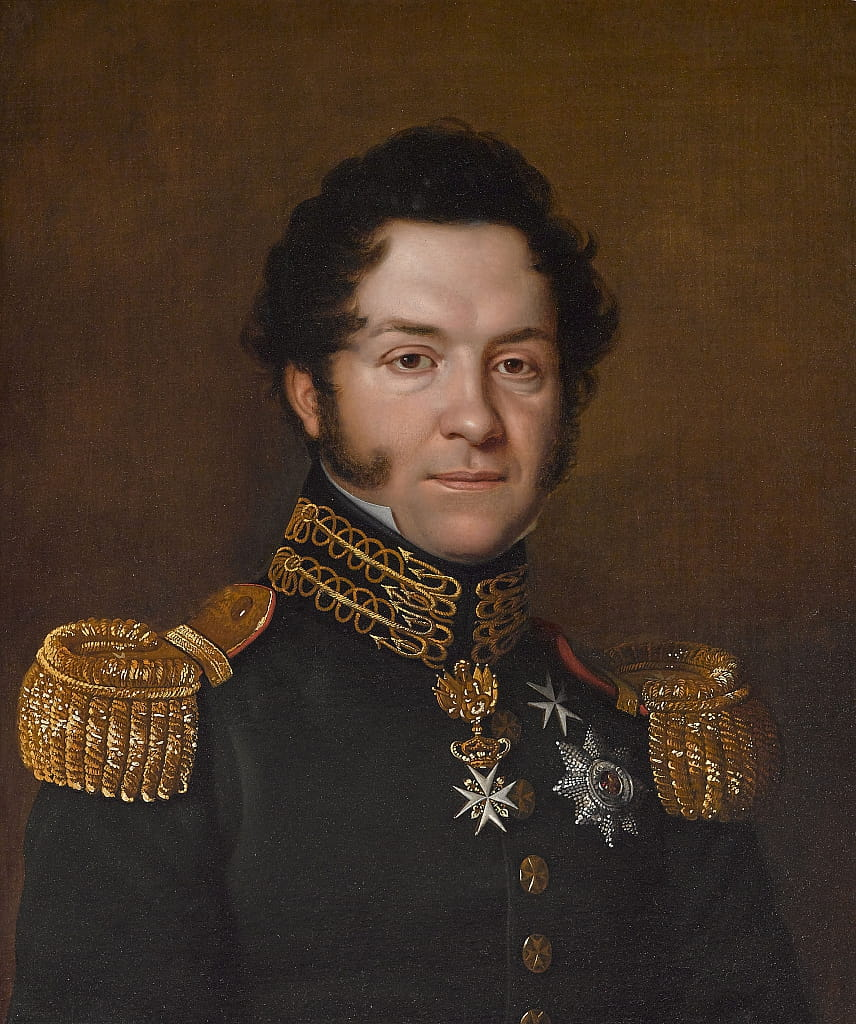
Jean Noé Godefroy Graf von Polier, Gemälde von Franz Seraph Stirnbrand (1823)

Jean Noé Godefroy von Polier, ab 1814 Erzieher des Prinzen Gustav von Schweden (Wasa) und später dessen Oberhofmeister bis zu seinem Tode 1833, wurde am 18. März 1828 von Kaiser Franz I. in den österreichischen Grafenstand erhoben. Er starb 1833 ohne Nachkommen.
Antoine Louis Henri de Polier stand als Offizier und Ingenieur über dreißig Jahre im Dienst der Britischen Ostindien-Kompanie und des Nawab von Avadh, erst Shuja-ud-Daula, dann Asaf-ud-Daula. Seine 1804 in Rudolstadt von seiner Cousine Marianne Elisabeth von Polier veröffentlichten Mitteilungen über Geschichte und Mythologie der Inder und vor allem die von ihm angelegten umfangreichen Alben, die heute in Paris, London, Manchester, Cambridge und Berlin verwahrt werden, sind wichtige kulturgeschichtliche Quellen. Er hatte mehrere Frauen in Indien, heiratete aber nach seiner Rückkehr nach Europe Anna Rosa geb. Berthoud van Berchem, die ihm zwei Söhne gebar. Nachdem die Familie während der französischen Revolution nach Frankreich gekommen war und bei Avignon einen Landsitz erworben hatte, wurde er dort Anfang Februar 1795 ermordet. Sein jüngerer Sohn, Pierre Amadée Charles Guillaume Adolphe (Adolph Graf von Polier), wurde französischer Kavallerie-Offizier, erhielt von Napoleon I. das Ritterkreuz der Ehrenlegion und wurde 1827 von König Karl X. in den französischen Grafenstand erhoben. Er hatte in Russland Barbara Petrovna Schachowskoi (1796–1871), Tochter des Fürsten Peter Feodorowitsch Schachowskoi und Witwe des Grafen Pawel Andrejewitsch Schuwalow († 1823), geheiratet und begleitete 1829 Alexander von Humboldt auf dessen Ural-Reise. Schon 1830 starb er in Russland, ohne Nachkommen zu hinterlassen. Seine Witwe heiratete danach Georg Wilding.
Seinem älteren Bruder George Maximin Jacques Henri de Polier (* 18. Juli 1793, † 4. August 1842) übertrug Kaiser Franz 1834 die österreichische Grafenwürde des 1833 gestorbenen Grafen Jean Noé-Godefroy von Polier. Aus seiner zweiten Ehe mit Maria geb. Gräfin von Zeppelin hinterließ Graf Maximin den Sohn Kurt Wilhelm Maximilian Graf von Polier (1839–1913). Dieser heiratete nacheinander zwei Töchter des Hamburger Bankiers Johann Rudolph Schröder (1821–1887, Gründer von Schröder Gebrüder & Co.), Olga (1856–1882) und Martha (1864–1955). Ihre Mitgift ermöglichten ihm den Erwerb des Gutes Altenhagen in Mecklenburg-Schwerin. 1901 kam noch das Gut Samow (heute Ortsteil von Behren-Lübchin) hinzu. Nach Flucht und Enteignung 1945 wurde Woltersmühlen bei Süsel die neue Heimat der Familie. Das Familiengrab befindet sich auf dem Friedhof hinter der Kirche St. Laurentius. Eine weitere Begräbnisstätte befindet sich auf dem Friedhof der Dorfkirche Alt Karin. 
1992 wurde Samow zurückerworben und wird bis heute von den Nachfahren bewirtschaftet.

### Besitzungen

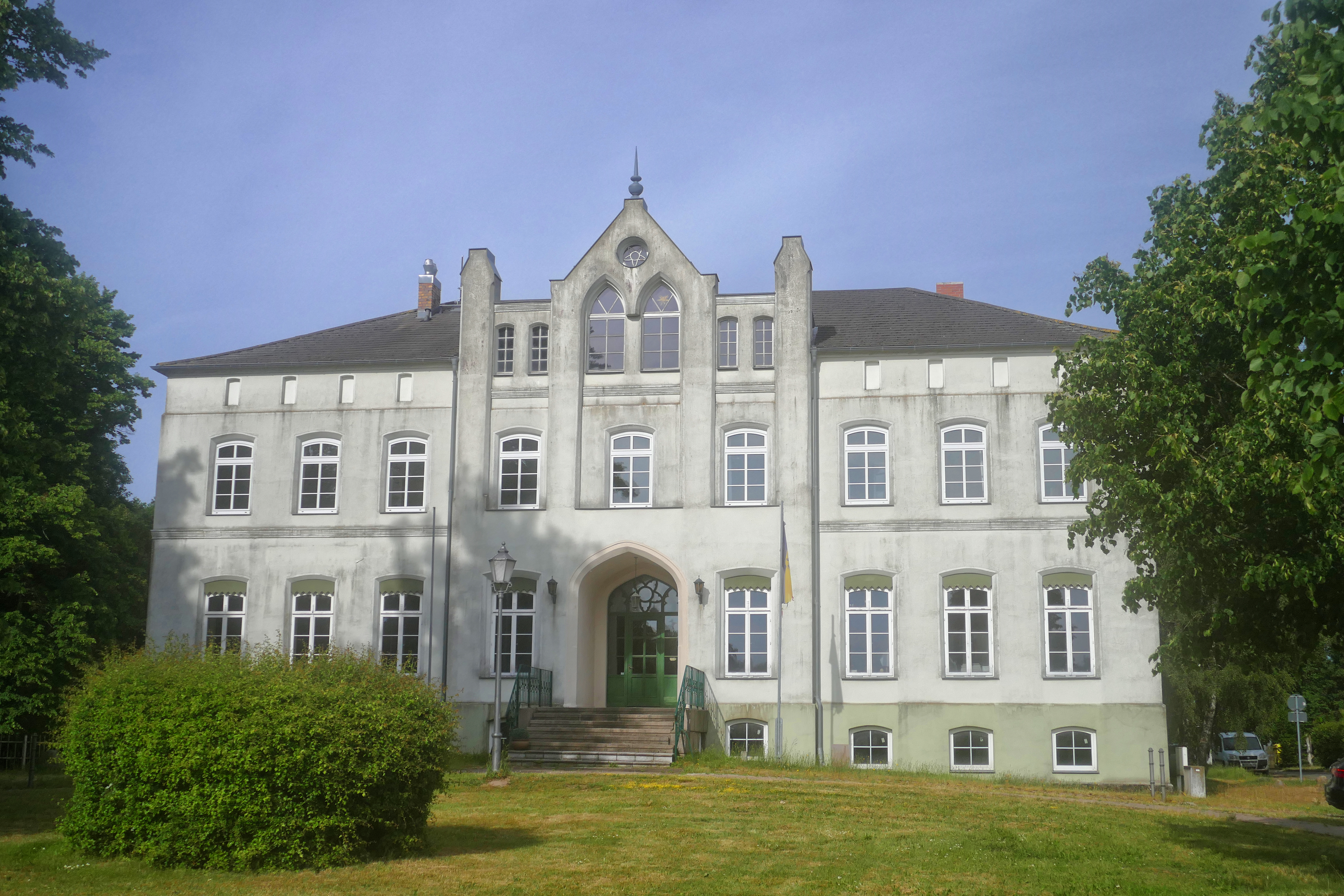
Altenhagen, 1882–1945
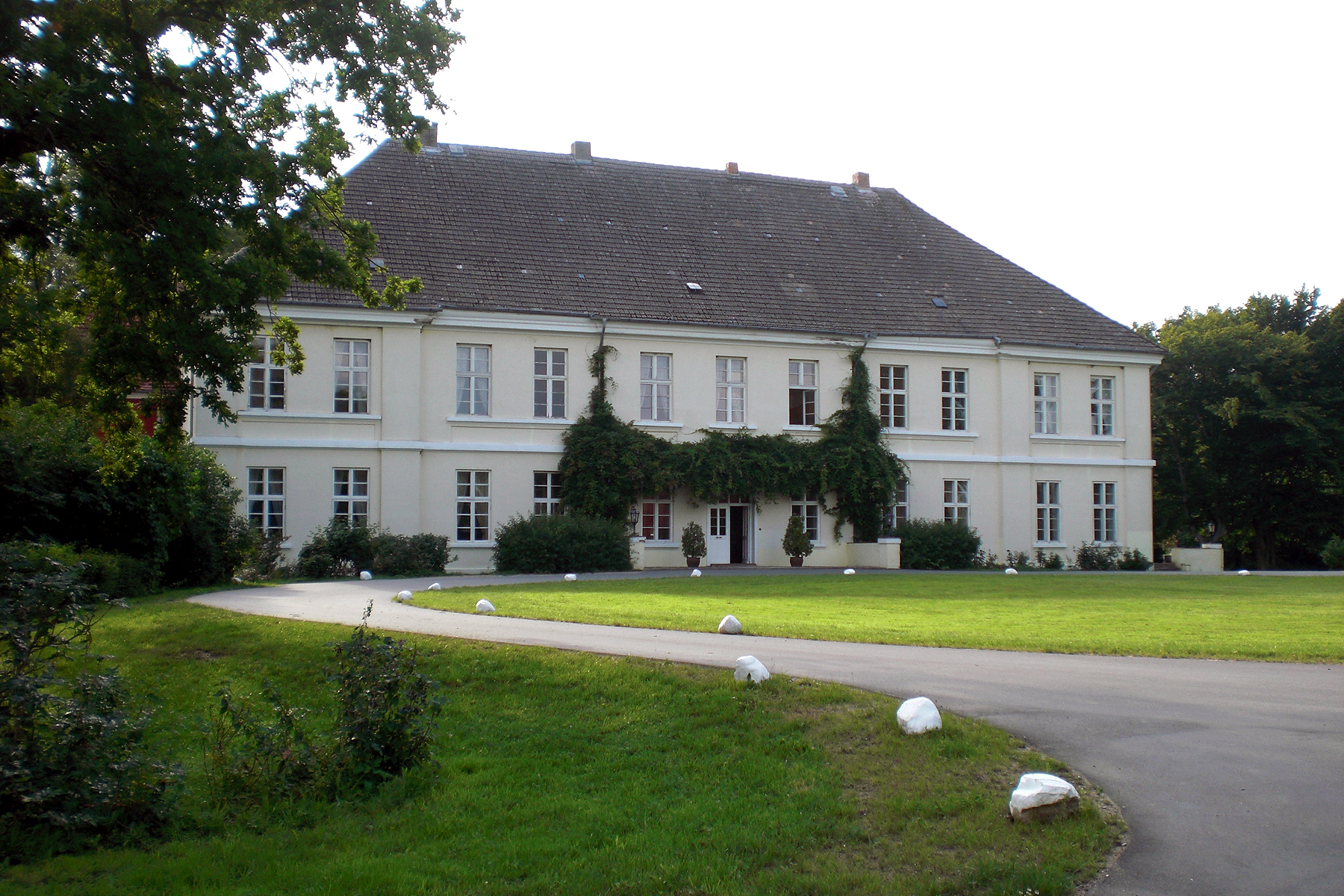
Samow, 1901–1945, ab 1992
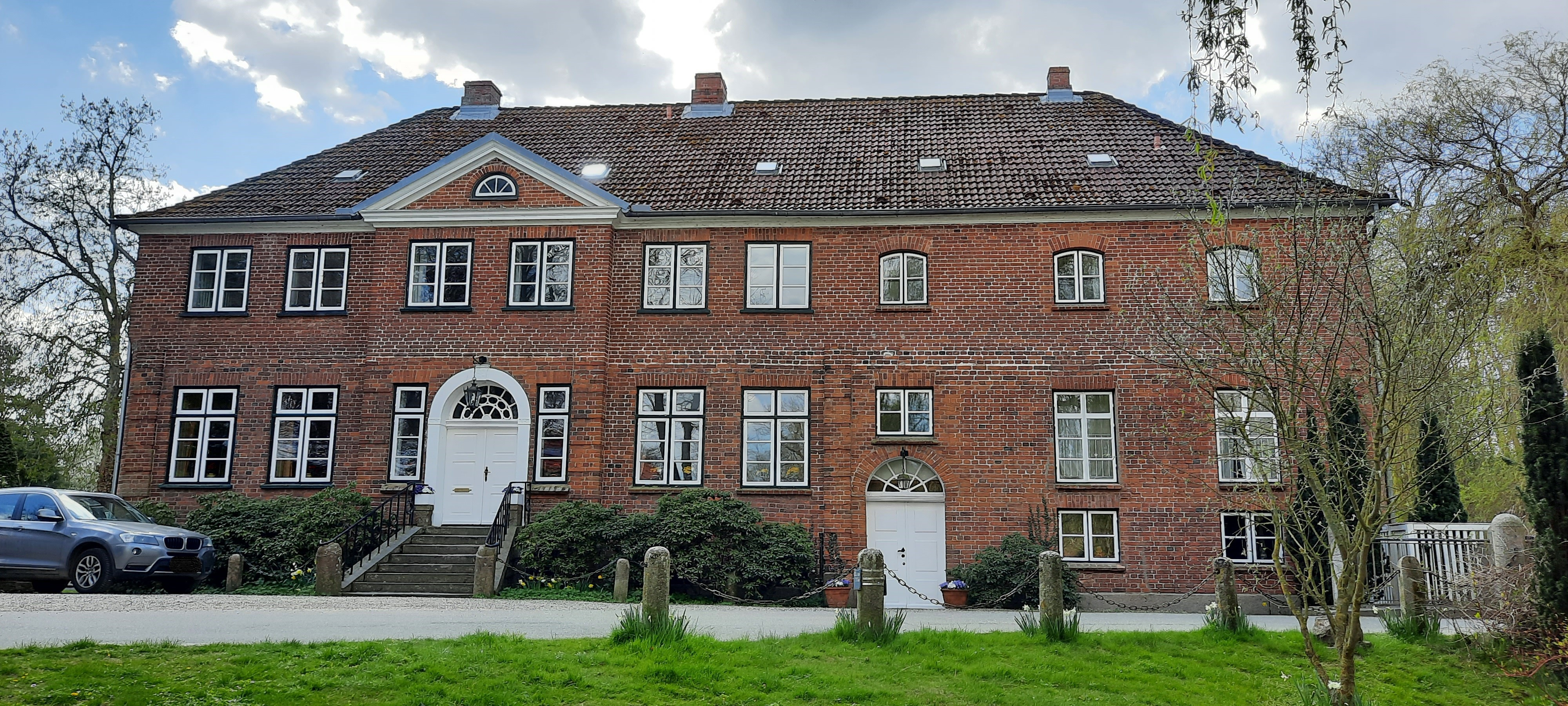
Woltersmühlen, nach 1945

## Wappen
Blasonierung: In Silber ein nach rechts schreitender, ganz schwarzer natürlicher Hahn mit ausgeschlagener roter Zunge. Der Schild ist von einer Grafenkrone bekrönt. Der gekrönte Helm mit schwarz-silbernen Decken trägt den Hahn wachsend und vorwärts gekehrt, zwischen dessen hier ausgebreiteten Flügeln ein silbernes Band mit dem Motto Vigilance in schwarzer Schrift erscheint. Als Schildhalter dienen zwei auswärts sehende silberne Einhörner, die auf einem fliegenden goldenen Bande mit der Devise in schwarzer Schrift Pro deo et principe stehen. Die Devise ist bei der Erhebung in den Grafenstand an die Stelle der frühern Et Phoebi et Martis getreten.

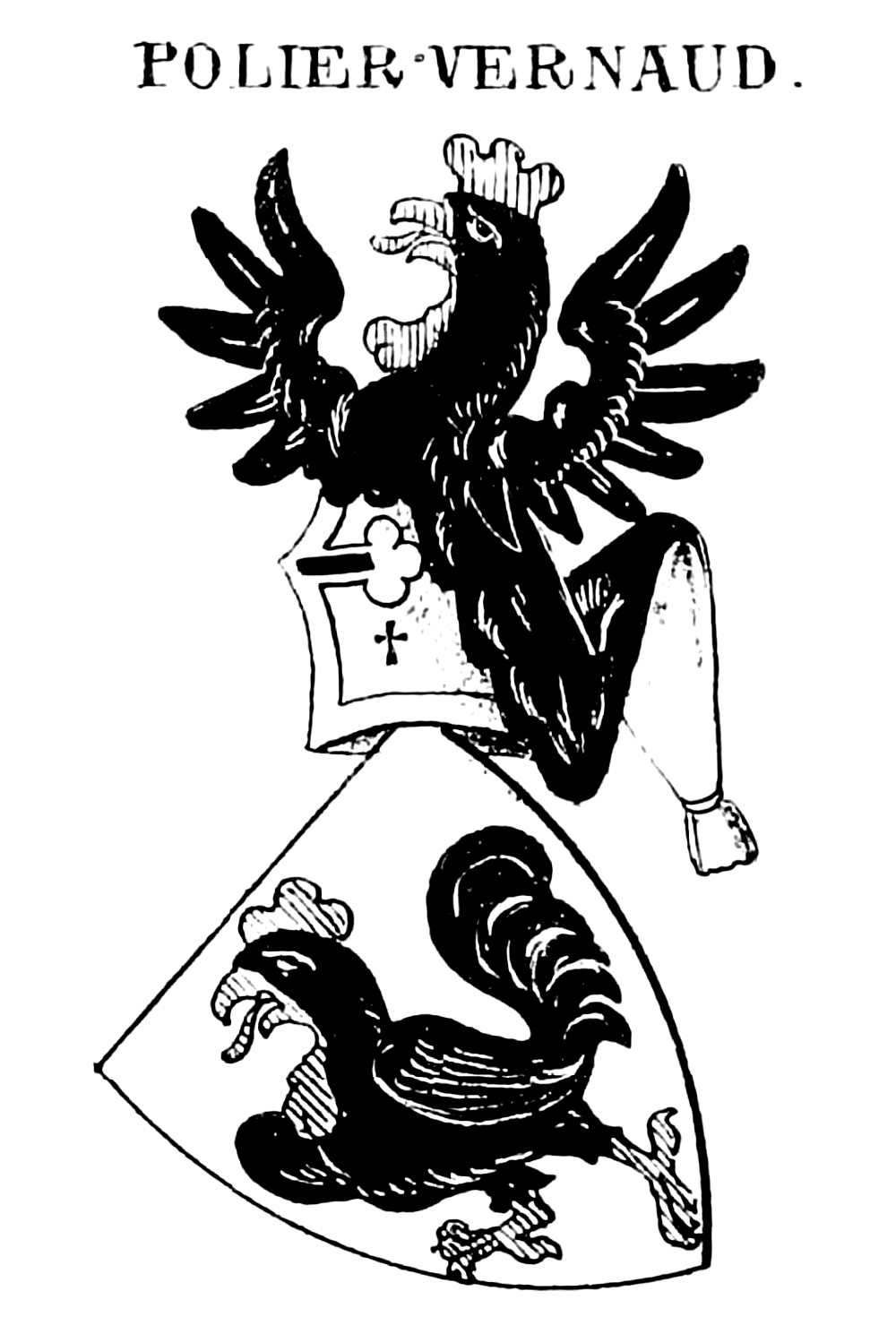
Stammwappen
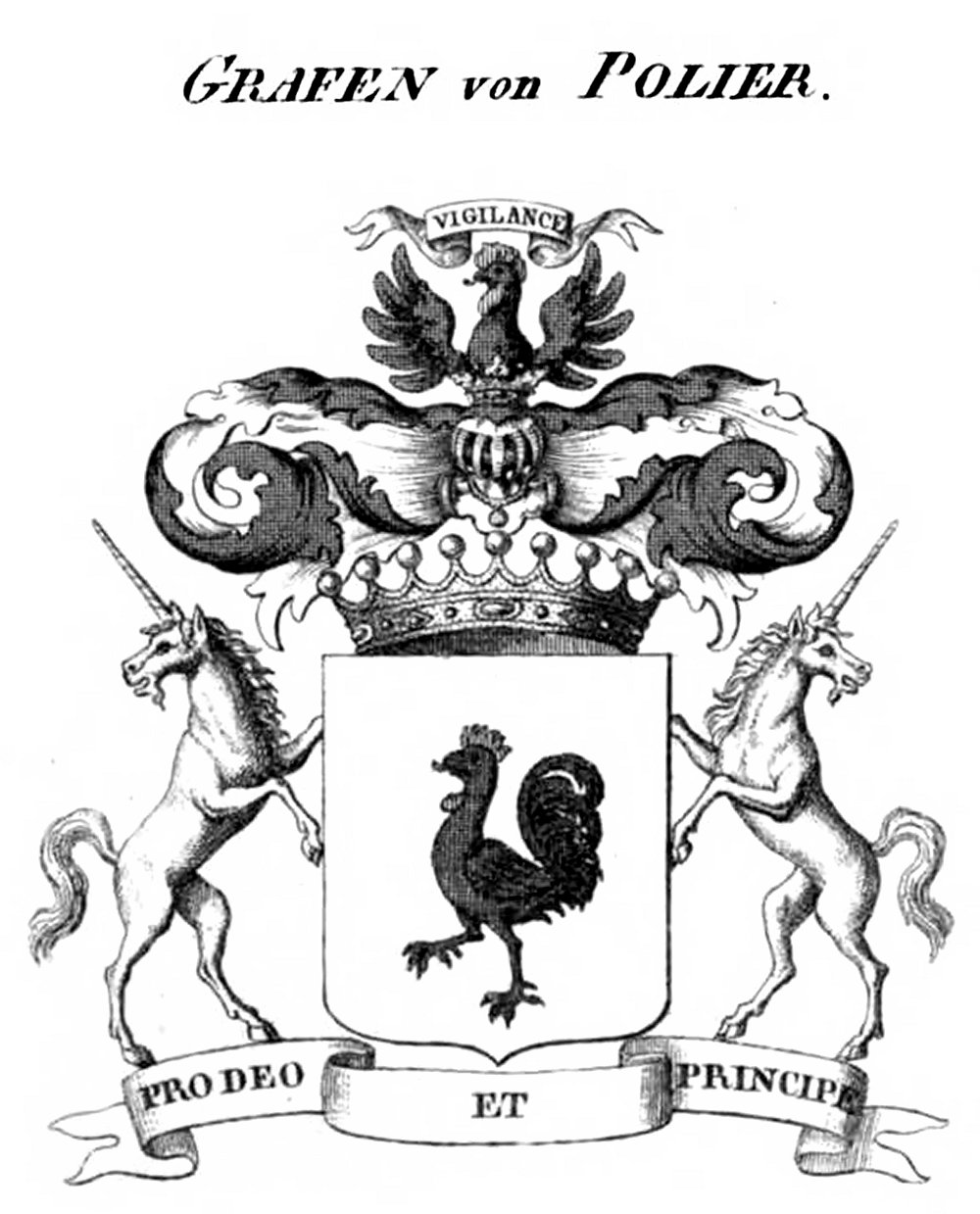
Wappen der Grafen von Polier
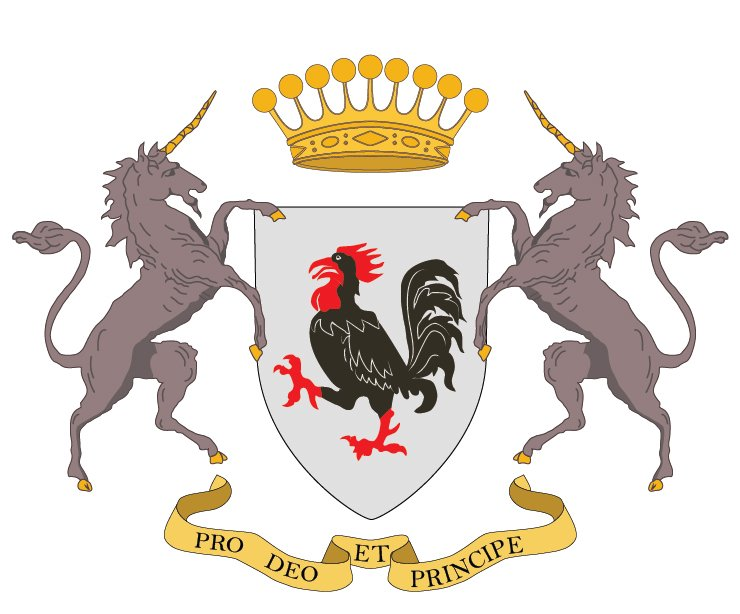
Wappen der Grafen von Polier
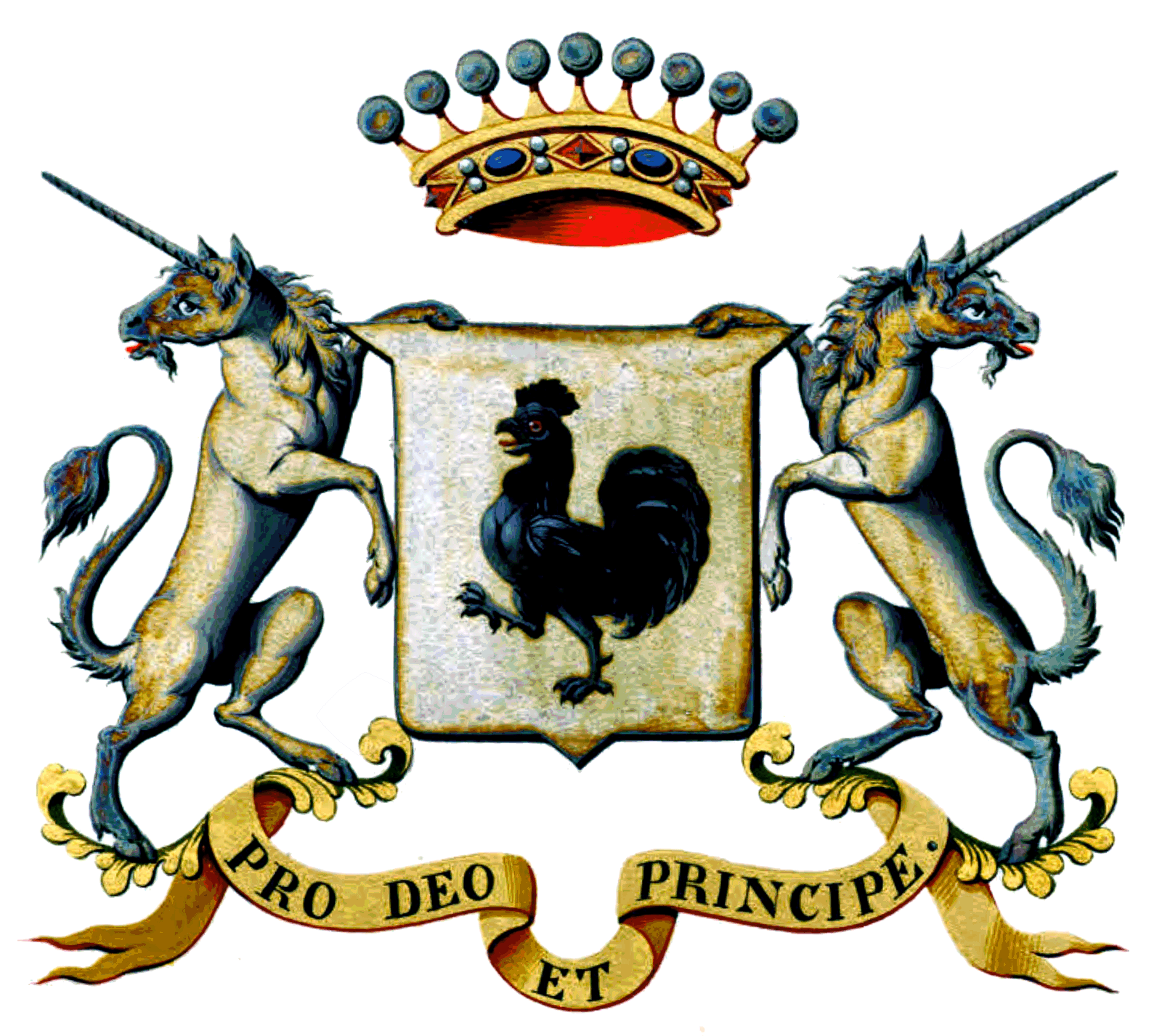
Wappen Graf Polier von Vernand 1828 im Österreichischen Staatsarchiv

## Angehörige (chronologisch/Auswahl)
- Georges Polier de Bottens (1675–1759), Schweizer evangelischer Theologe und Hochschullehrer
  - Antoine Polier de Saint-Germain (1705–1797), Bürgermeister von Lausanne (1766 bis 1796) und Schriftsteller (Du gouvernement des mœurs)[8]
- Jean Jacques de Polier de Bottens (1670–1747), bis 1696 Kammerherr in Preußen, dann Bannerherr von Lausanne 
  - Georges de Polier (1702–1752), kurhannoverscher Oberst
    - Marianne Elisabeth von Polier (1740–1817), Hofdame, Übersetzerin, Stiftsdame (la Chanoinesse), Canonissin des Ordens vom Heiligen Grabe (ref. Kloster i. d. Schweiz)[9][10]
    - Jeanne-Luise-Antoinette Polier, Geburtsname von Éléonore de Cerenville (1738–1807), Schriftstellerin

  - Antoine-Noé de Polier de Bottens (1713–1783), Schweizer reformierter Theologe und Enzyklopädist
    - Elisabeth Jeanne Pauline Polier de Bottens, Geburtsname von Isabelle de Montolieu (1751–1832), Schweizer Schriftstellerin und Übersetzerin
    - Etienne Henri Georges Polier (1754–1821), Schweizer Politiker[11]
      - Jean Noé Godefroy Graf von Polier (1782–1833), Erzieher des Prinzen Gustav von Schweden (Wasa)
- Georges Louis Polier de Vernand (1713–1793), Schweizer Offizier in niederländischen Diensten, zuletzt Generalmajor[12]
- Antoine-Louis Henri de Polier, genannt l’Indien (1741–1795), Schweizer Abenteurer und Orientalist[13]
  - Adolphe de Polier (1795–1830), ab 1827 Comte de Polier, Schweizer Offizier in französischen und russischen Diensten[14]
  - Georges Jacques Henri Maximin de Polier (1793–1842), ab 1834 Graf von Polier in Übernahme von einem Vetter
    - Karl Wilhelm Maximilian Graf von Polier (1839–1913), württembergischer Major, erwarb 1882 Altenhagen[15]
      - Maximin Graf von Polier (1876–1956), auf Samow
        - Jürgen Graf von Polier (1904–1980),[16][17] auf Woltersmühlen, 1. Ehe m. Friderun von Stralendorff
          - Marc Etienne Graf von Polier (1935–2023), in Samow[18]

      - Ferdinand Graf von Polier (1888–1970), auf Klein Nienhagen